# Fagersta herrgård
Fagersta herrgård är en herrgård i stadsdelen Andra sidan i Fagersta, Västmanlands län. Herrgården som ligger på den västra sluttningen av Kolbäcksån består utöver herrgårdsbyggnad av fyra flyglar och herrgårdsparken.

## Historik
Under 1700-talet uppfördes herrgårdar vid alla tre bruken i Fagersta, Semla och Västanfors. Fagersta herrgård uppfördes i början av 1760-talet av Fagersta Bruks dåvarande ägare Anders Barchaeus d.ä. Familjen flyttade in på herrgården då den färdigställts och Barchaeus blev med detta den första bruksägaren som varit bosatt i Fagersta. Han efterträddes 1775 av sin son Anders Barchaeus d.y.
Under åren 1961-62 byggdes herrgården om till representationsherrgård av Fagersta AB och sju hotellrum byggdes på huvudbyggnadens övre våning. År 1978 blev Kinnevik (under ledning av Jan Stenbeck) ägare av byggnaden. Byggnaden har bytt ägare många gånger genom åren, senast i april 2015. 
Kung Gustav III bodde på herrgården år 1787. Anledningen till detta var att konungen skulle inspektera byggandet av Strömsholms kanal.